# Lewis Seiler
Lewis Seiler (* 30. September 1890 in New York City; † 8. Januar 1964 in Los Angeles) war ein US-amerikanischer Filmregisseur, spezialisiert auf schnörkellose, harte Männerstoffe.

## Leben
Seiler kam nach seinem Kriegsdienst 1919 nach Hollywood und arbeitete sich in den kommenden vier Jahren vom Gagman und Regieassistenten zum Regisseur hoch. Er drehte ab 1923 zunächst kurze Slapstickkomödien und inszenierte anschließend, in der späten Stummfilmphase, auch eine Reihe von Western mit dem Cowboystar Tom Mix in der Hauptrolle. Mit derlei Arbeiten als Spezialist für geradlinige Actionstoffe empfohlen, stand Seilers Name fortan für klassische Männergeschichten, die in der rauen Wildnis, im brutalen Gefängnisalltag oder an internationalen Kriegsfronten und während blutiger Schlachten spielten. Seltener versuchte sich Lewis Seiler auch als Komödienregisseur. 
Das Gros seiner Inszenierungen waren als B-Movie angelegt; keiner seiner Arbeiten, die sich beim Publikum durchaus einiger Beliebtheit erfreuten, ist von größerer filmhistorischer Bedeutung. Immerhin konnte Seiler 1942 bei seinem Film Pittsburgh mit einem veritablen Superstar, Marlene Dietrich, zusammenarbeiten, auch wenn das Ergebnis bei der Kritik keinerlei Lobeshymnen erntete. Dennoch kann Pittsburgh, in dem auch John Wayne und Randolph Scott mitwirkten, als einer seiner heute noch bekanntesten Filme gelten. Insgesamt inszenierte Seiler bis 1958 rund 90 Kinofilme, als er sich nach der Inszenierung des Kriminalfilms Der blonde Köder mit Betsy Palmer aus dem Filmgeschäft zurückzog.
Seiler starb im Januar 1964 im Alter von 73 Jahren in Los Angeles.

## Filmografie
- 1923: Circus Pals
- 1923: Jungle Pals
- 1923: School Pals
- 1924: The Monkey Romeo
- 1924: Darwin Was Right
- 1924: The Sleep Walker
- 1925: The Butterfly Man
- 1925: Strong for Love
- 1925: The Flying Fool
- 1926: Räuber der Königsschlucht (The Great K & A Train Robbery) (auch Produktion)
- 1926: Das Testament des Goldsuchers (No Man’s Gold)
- 1927: The Last Trail
- 1927: Die Todesfahrt auf dem Black River (Tumbling River)
- 1927: Wolf Fangs
- 1927: Die Panzerpost (Outlaws of Red River)
- 1928: Fliegerturnier (The Air Circus) (Co-Regie)
- 1928: The Ghost Talks
- 1929: Girls Gone Wild (auch Produktion)
- 1929: A Song of Kentucky
- 1930: El impostor
- 1931: Hay que casar al principe
- 1931: La ley del harem
- 1932: No Greater Love
- 1932: Deception
- 1933: Frontier Marshal
- 1934: In den Kanälen von Paris (Charlie Chan in Paris)
- 1935: Ginger
- 1935: Paddy O’Day
- 1936: Star for a Night
- 1936: Career Woman
- 1937: Turn Off the Moon
- 1938: Schule des Verbrechens (Crime School)
- 1938: Überfall auf die Arctic Queen (Heart of the North)
- 1939: Hell’s Kitchen (Co-Regie)
- 1939: Weg aus dem Nichts (Dust be My Destiny)
- 1940: Ein Nachtclub für Sarah Jane (It All Came True)
- 1940: Flight Angels
- 1940: South of Suez
- 1941: Schrecken der 2. Kompanie (You’re in the Army Now)
- 1941: Verlobung mit dem Tod (The Smiling Ghost)
- 1942: Der große Gangster (The Big Shot)
- 1942: Beyond the Line of Duty
- 1942: Pittsburgh
- 1943: Guadalkanal – die Hölle im Pazifik (Guadalcanal Diary)
- 1944: Something for the Boys
- 1945: Molly and Me
- 1945: Doll Face
- 1946: If I’m Lucky
- 1948: Whiplash
- 1950: 6.6. 6 Uhr 30 – Durchbruch in der Normandie (Breakthrough)
- 1951: The Tanks Are Coming
- 1951: The Winning Team
- 1952: Der tote Zeuge (Operation Secret)
- 1952: Zentrale Chicago (The System)
- 1954: The Bamboo Prison
- 1954: Revolte im Frauenzuchthaus (Women’s Prison)
- 1955: Battle Stations
- 1956: Over-Exposed
- 1958: Der blonde Köder (The True Story of Lynn Stuart)